# Études d'Exécution Transcendante
De Transcendentale Etudes (Études d'Exécution Transcendante) is een door Franz Liszt gecomponeerde serie van twaalf virtuoze concert-etudes voor solopiano, die haar oorsprong in 1824 vindt. Het complete werk werd in 1851 na diverse revisies voltooid, opgedragen aan Liszt's leermeester Carl Czerny en een jaar later gepubliceerd.
In het algemeen wordt de serie onder de (Nederlandse) benaming Transcendentale Etudes aangehaald, wat eigenlijk niet wenselijk is voor wat betreft de betekenis van het begrip "transcendentaal": niet de etudes zelf zijn transcendentaal in de zin van bovenzinnelijk, maar de uitvoering (de executie, Fr: "exécution") ervan.

## Indeling

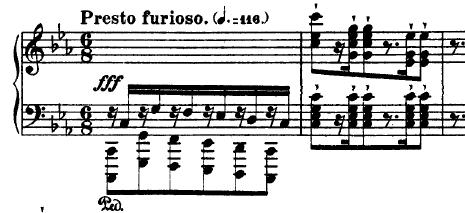
Het begin van Étude nr. 8, Wilde Jagd

De serie is, evenals Chopin’s 24 preludes, als een onlosmakelijk met elkaar verbonden geheel te beschouwen. Desondanks worden vaak losse delen vertolkt. De indeling van de etudes is als volgt:
1. in C-majeur: Preludio, presto
2. in a-mineur: Fusées, molto vivace
3. in F-majeur: Paysage, poco adagio
4. in d-mineur: Mazeppa, allegro
5. in Bes-majeur: Feux Follets, allegretto
6. in g-mineur: Vision, lento
7. in Es-majeur: Eroica, allegro
8. in c-mineur: Wilde Jagd, presto furioso
9. in As-majeur: Ricordanza, andantino
10. in f-mineur: Appassionata, allegro agitato
11. in Des-majeur: Harmonies du Soir, andantino
12. in bes-mineur: Chasse-Neige, andante con moto

Liszt heeft de etudes (in hun derde herziene vorm), zoals in bovenstaande overzicht cursief is aangegeven, zelf van titels voorzien, behalve etude nr. 2 en 10. Meestal worden zij onder resp. de benamingen Molto Vivace en Allegro Agitato aangehaald, soms onder de minder bekende en latere benamingen van Ferruccio Busoni: resp. Fuseés en Appassionata. De betekenis van Preludio, de titel van de eerste etude, mag letterlijk genomen worden: een introductie voorspel op de rest van de etudes.

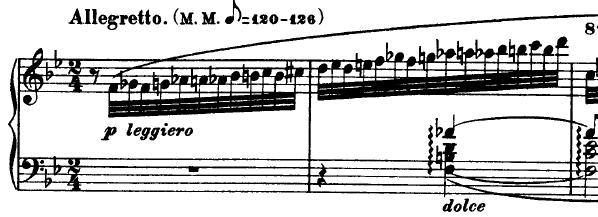
Het begin van Étude nr. 5, Feux Follets

De serie wordt in zijn geheel beschouwd als een van de moeilijkst uitvoerbare werken voor piano ooit geschreven. Het stelt aan de pianist enorme fysieke en technische eisen. Slechts enkele van Alkan’s 'transcendentale' werken zouden hieraan tippen kunnen.
Van de serie is etude nr. 5 Feux Follets (vertaald: dwaallichtjes) in technische zin wel het meest ingewikkeld en veeleisend. Dit komt door de combinatie van sprongtechniek (in voornamelijk de linkerhand), souplesse (snel dubbelgrepen-spel met een aanvullend probleem voor de rechterpink door afwisseling van witte en zwarte toetsen), en lichtheid.
Zelden wordt de serie in één keer geheel uitgevoerd. Befaamde pianisten die de serie in zijn geheel uitgevoerd hebben zijn Jorge Bolet, Claudio Arrau, Boris Berezovski en Daniil Trifonov.

## Een kort historisch overzicht
Een oorsprong geven van Liszt's Études d'Exécution Transcendante is zeer beslist niet eenvoudig. Zoals reeds geschreven werd de eerste versie in 1824, op het moment dat Liszt 13 jaar oud was, gecomponeerd en in 1826 gepubliceerd onder de titel Étude en Douze Exercices. Zijn oorspronkelijk idee hierbij was eigenlijk een serie van 48 etudes in alle toonaarden (alle mineurs en majeurs). Het bleef echter maar bij 12 etudes. De etudes zijn in zekere zin aan elkaar verwant: ze volgen elkaar achtereenvolgens in toonsoort op. Er zit dus in zekere zin een bepaald systeem achter – de eerste etude is in C-majeur gecomponeerd, de tweede in a-mineur, de derde in F-majeur etc. Uiteindelijk wordt de serie bij nr. 12 in bes-mineur afgebroken, waaruit afgeleid kan worden dat de intentie van de componist een geheel andere was dan een serie van twaalf etudes. Het werk werd in latere tijd niet gecompleteerd.

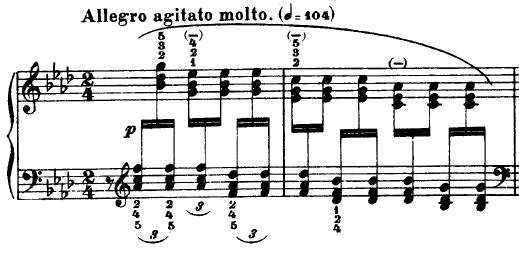
Het begin van Étude nr. 10

Wel heeft Liszt het werk in 1838 grondig herzien. Deze herziene versie verscheen in 1839 onder de titel Douze Grandes Études. Carl Czerny, Franz Liszts leermeester, heeft grote invloed op de eerste versie gehad, en het is dan ook niet verwonderlijk dat Liszt deze tweede versie aan hem heeft opgedragen.
Wederom bleef het bij twaalf etudes, ofschoon het dit keer niet de bedoeling was een serie van 48 etudes te componeren. Het idee hierachter was dan ook een duidelijk andere, namelijk een serie van 24 etudes naar Niccolò Paganini's 24 Caprices. Dit idee kreeg uiteindelijk een andere uitwerking: in 1838 componeerde hij een vijftal etudes die onder de naam Études d'Exécution Transcendante d'après Paganini werden gepubliceerd. Zij zijn geïnspireerd op de hiervoor genoemde Caprices van Paganini. Ook deze serie werd in 1851 grondig herzien. Het in 1838 gecomponeerde werk La Campanella (dat overigens als enige uitzondering niet op de 24 Caprices maar op het Tweede Vioolconcert van Paganini is geïnspireerd), werd hieraan, als derde etude, toegevoegd, en verscheen onder haar naam (Six) Grandes Études de Paganini.
Ofschoon beide werken (Douze Grandes Études en Grandes Études de Paganini) wat betreft stijl en virtuositeit een grote overeenkomst met elkaar hebben, moeten zij zeer beslist niet met elkaar verward worden: de serie Douze Grandes Études is, zoals reeds geschreven, een grondige herziening van zijn eerste versie Étude en Douze Exercices.
Een oordeelkundige vergelijking tussen zijn jeugdversie en tweede versie, verscheen van de hand van Robert Schumann, die deze stukken – gruwelijk ingewikkeld als ze zijn – omschreef als "studies in storm and dread for, at the most, ten or twelve players in the world".

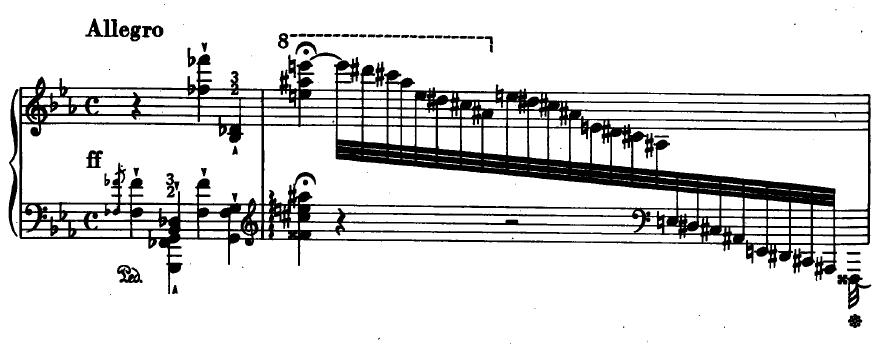
Het begin van Étude nr. 7

Een derde en tevens laatste versie van het gehele werk volgde in 1852 onder de titel Études d'Exécution Transcendante. Ook deze versie werd aan Czerny opgedragen. Gelijkertijd gaf hij de etudes een programmatische naam. Wat techniek betreft heeft Liszt veel aangepast en vereenvoudigd, zodat, hoewel nog steeds schrikwekkend ingewikkeld en veeleisend, een ietwat eenvoudiger versie zou ontstaan.
Een grondige analyse en vergelijking van de drie vorengenoemde versies is geschreven door James Bryant Conway.
Van een aantal etudes zijn overigens meerdere versies door de tijd heen ontstaan. Zo bestaat bijvoorbeeld van de eerste etude een ‘haast onspeelbare’ tweede versie (1838) en van Mazeppa, de vierde etude, zowel een tweede versie (1840) als een orkestversie.
Vrij recent heeft men een nieuw muziekstuk ontdekt, waarvan men het vermoeden heeft dat dit werk een aanvulling is op deze serie etudes, en wel als etude nummer 13 (in F-majeur).

### Opnames
- Arrau, C., Liszt: Etudes (12) D'Execution Transcendante, audio CD, 1990, Polygram Records.
- Bolet, J., Liszt: piano works, Oeuvres pour piano, CD nr. 7, 1986, Decca.
- Cziffra, G., Liszt, 12 Études d'exécution transcendante, Emi Classics, 2004.

## Beluisteren
|  |                                                                     |
|  | Étude nr. 8 in c-mineur: Wilde Jagd, presto furioso (download·info) |

|  |                                                                 |
|  | Étude nr. 9 in As-majeur: Ricordanza, andantino (download·info) |

|  |                                                           |
|  | Étude nr. 10 in f-mineur, allegro agitato (download·info) |

## Edities
- Études d'Exécution Transcendante, G. Henle Verlag, 2004.
- Franz Liszt, Piano Works Vol.3, 12 Etudes d'Exécution Transcendante, ed. E. v. Sauer, Edition Peters, EP 3600C.